# James Ferraro
James Ferraro (Rochester, 7 novembre 1986) è un musicista statunitense.

## Biografia
James Ferraro ha intrapreso la carriera solista dopo aver militato negli Skaters, una formazione rumorista. I suoi primi album risentono l'influenza della musica d'ambiente mentre con Night Dolls with Hairspray (2010) ha inventato l'"hypnagogic pop": uno stile che unisce pop, psichedelia e new age. Nonostante i giudizi controversi ricevuti, il seguente Far Side Virtual (2011) viene considerato da molti una pietra miliare della vaporwave. Con il passare degli anni, la musica di Ferraro ha sempre più risentito l'influenza dell'hip-hop e dell'R&B. Durante la sua carriera, licenziò oltre duecento pubblicazioni, molte delle quali pubblicate sotto i suoi innumerevoli pseudonimi.

## Discografia parziale
- 2008 - Clear
- 2008 - Discovery
- 2008 - Last American Hero
- 2008 - Multitopia
- 2008 - Marble Surf
- 2009 - KFC City 3099: Pt.1 Toxic Spill
- 2009 - iAsia
- 2010 - On Air
- 2010 - Night Dolls with Hairspray
- 2011 - Far Side Virtual
- 2012 - Sushi
- 2013 - NYC, Hell 3:00 AM
- 2013 - Cold
- 2015 - Skid Row
- 2016 - Human Story 3